# 庫平
49°5′53″N 26°34′47″E / 49.09806°N 26.57972°E
庫平（烏克蘭語：Купин）是位於烏克蘭西部的村莊，由赫梅利尼茨基州裡赫梅利尼茨基區的霍羅多克市鎮負責管轄。該村面積1.49平方公里，海拔高度245米，2001年人口763，人口密度每平方公里512.08人。